# Daniel Olsson-Trkulja
Daniel Olsson-Trkulja, född 3 mars 1991 i Stockholm, är en svensk professionell ishockeyspelare som spelar för Unia Oswiecim i PHL. Olsson-Trkulja inledde sin ishockeykarriär i AIK och vann säsongen 2008/09 SM-guld med klubbens J18-lag. Efter att ha gjort Elitseriedebut under säsongen 2010/11 lämnade Olsson-Trkulja laget för spel med KRIF Hockey i Division 1.
Efter tre säsonger med KRIF återvände han till AIK, nu i Hockeyallsvenskan. Inför säsongen 2017/18 lämnade Olsson-Trkulja AIK och spelade därefter två säsonger vardera för Linköping HC och Leksands IF i SHL. I augusti 2021 lämnade han Sverige och spelade de två följande säsongerna med norska Sparta Warriors i Eliteserien och danska Frederikshavn White Hawks i Superisligaen. Sedan juli 2023 tillhör han den polska klubben Unia Oswiecim med vilka han vann guld under sin första säsong.

## Karriär

### 2008–2019: Från Division 1 till SHL
Olsson-Trkulja påbörjade sin ishockeykarriär i moderklubben AIK. Säsongen 2008/09 vann han SM-guld med klubbens J18-lag. Samma säsong debut med AIK:s A-lag och spelade sin första match i Hockeyallsvenskan den 18 februari 2009, mot Leksands IF. De två efterföljande säsongerna tillbringade han med AIK J20 och blev säsongen 2010/11 uttagen till sin första Elitseriematch, dock utan speltid. Efter säsongens slut, skrev Olsson-Trkulja ett avtal med KRIF Hockey i Hockeyettan. Under sin första säsong med KRIF stod han för 41 poäng (16 mål, 25 assist) på 56 matcher.
I april 2012 förlängde Olsson-Trkulja sitt kontrakt med klubben. Under sin andra säsong i klubben hade han ett poängsnitt på nästan en poäng per match och noterades för 43 poäng på 45 matcher (20 mål, 23 assist). Han var också den spelare som hade bäst plus/minus-statistik i division 1F. I april 2013 skrev Olsson-Trkulja ännu ett ettårskontrakt med KRIF. Säsongen kom att bli hans sista med KRIF och han gjorde också sin poängmässigt bästa säsong i Division 1. På 56 matcher stod han för 58 poäng och vann lagets interna poängliga.
AIK meddelade i maj 2014 att Olsson-Trkulja återvänt och skrivit ett tvåårskontrakt med klubben. Under den första säsongen slutade AIK näst sist i serien och tvingades kvala för att hålla sig kvar i Hockeyallsvenskan. I grundserien slutade Olsson-Trkulja tvåa i lagets interna poängliga då han stod för 26 poäng, två färre än segraren Robin Kovács. Säsongen därpå vann laget serien, men föll sedan i direktkvalet till SHL mot Karlskrona HK med 4–1 i matcher. Efter säsongen förlängde Olsson-Trkulja kontraktet med AIK med ytterligare ett år. Säsongen 2016/17 blev Olsson-Trkuljas dittills poängmässigt bästa i Hockeyallsvenskan. På totalt 55 matcher noterades han för 41 poäng (15 mål, 26 assist). AIK vann slutspelsserien, men föll därefter med 2–1 i matcher mot BIK Karlskoga i playoff.

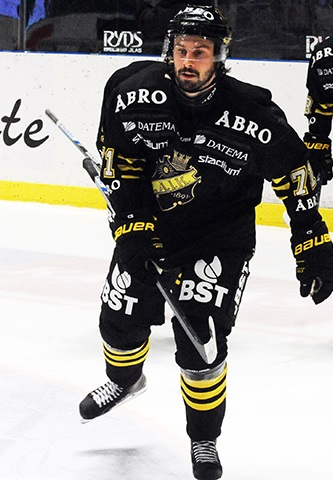
Olsson-Trkluja med AIK 2015.

Den 28 april 2017 meddelades det att Olsson-Trkulja åter förlängt sitt avtal med AIK, med ett år. Trots detta stod det i början av juli samma år klart att han lämnat klubben för spel med Linköping HC i SHL, med vilka han skrivit ett tvåårskontrakt. Han gjorde sitt första framträdande i SHL, med speltid, den 16 september 2017 i en match mot Färjestad BK. Senare samma månad, den 26 september, gjorde han sitt första SHL-mål, på Joel Lassinantti, i en 2–3-förlust mot Luleå HF. På 46 grundseriematcher stod han för tolv poäng, varav åtta mål. Linköping slutade på nionde plats i grundserien och slog sedan ut HV71 med 2–0 i matcher i play-in, innan man besegrades med 4–1 i kvartsfinalserien mot Djurgårdens IF. På sju slutspelsmatcher noterades Olsson-Trkulja för en assistpoäng. Han spelade sedan ytterligare en säsong för Linköping, där han på 47 grundseriematcher stod för två mål och två assistpoäng. Laget misslyckades att ta sig till SM-slutspel och den 21 mars 2019 meddelades det att Olsson-Trkulja lämnat Linköping HC.

### Från 2019: Leksands IF och spel utomlands
Den 11 april 2019 bekräftades det att Leksands IF skrivit ett tvåårsavtal med Olsson-Trkulja. Den följande säsongen tangerade han sitt poängrekord i grundserien i SHL från säsongen 2017/18. På 47 matcher noterades han för tolv poäng, varav fem mål. Leksand slutade näst sist i grundserien, men klarade sig kvar i SHL då kval- och slutspel ställdes in i mars 2020 på grund av Covid-19-pandemin. Under sin andra säsong i klubben spelade han endast 22 grundseriematcher, detta berodde på att han i mitten av november 2020 ådrog sig en skada under en träning, vilken höll honom borta från spel i tre månaders tid.
Efter fyra säsonger i följd i SHL meddelades det den 4 augusti 2021 att Olsson-Trkulja lämnat Sverige för spel utomlands för första gången, då han skrivit ett ettårskontrakt med den norska klubben Sparta Warriors. Laget slutade på tredje plats i grundserien, där Olsson-Trkulja stod för 25 poäng på 28 matcher (6 mål, 19 assist). I slutspelet slogs laget ut i semifinalserien mot Stavanger Oilers med 4–3. På tolv slutspelsmatcher stod han för ett mål och fyra assistpoäng. Den 29 juli 2022 meddelades det att Olsson-Trkulja skrivit ett ettårsavtal med den danska klubben Frederikshavn White Hawks i Superisligaen. I grundseriespelet slutade han på andra plats i lagets interna poäng-, skytte-, och assistliga. På 42 matcher stod han för 33 poäng (15 mål, 18 assist). I slutspelet slogs laget omgående ut av Herning Blue Fox i kvartsfinalserien med 4–2 i matcher.
Den 28 juli 2023 bekräftades det att Olsson-Trkulja skrivit ett ettårskontrakt med den polska klubben Unia Oswiecim i PHL. Olsson-Trkulja spelade samtliga 40 grundseriematcher där han slutade på andra plats i poängligan med 47 gjorda poäng. Tillsammans med Patryk Krezolek vann han seriens skytteliga med 22 gjorda mål. Unia Oswiecim slutade på andra plats i grundserien och tog sig därefter till final i det följande slutspelet. Laget, och Olsson-Trkulja, vann polskt guld sedan man besegrat GKS Katowice i finalseriens sjunde match.
Den 24 juli 2024 bekräftades det att Olsson-Trkluja förlängt sitt avtal med Unia Oswiecim med ytterligare en säsong. Den 31 oktober 2024 noterades han för ett hattrick och totalt fem poäng då STS Sanok besegrades med 10–1. Olsson-Trkluja hade ett snitt på över en poäng per match då han stod för 33 poäng på 32 grundseriematcher (15 mål, 18 assist). Han missade ett antal matcher av grundserien på grund av hälsoproblem. I slutspelet slogs Oswiecim ut i semifinalserien med 4–2 i matcher mot Dąb Katowice. Den 29 juli 2025 stod det klart att Olsson-Trkulja förlängt sitt avtal med Unia Oswiecim med ytterligare en säsong.

## Statistik
| 2008–09                  | AIK                       | HA                       | 1   | 0  | 0  | 0   | 0  | —  | —  | —  | —  | —  |
| 2010–11                  | AIK                       | Elitserien               | 1   | 0  | 0  | 0   | 0  | —  | —  | —  | —  | —  |
| 2011–12                  | KRIF Hockey               | Div. 1                   | 41  | 12 | 18 | 30  | 2  | 15 | 4  | 7  | 11 | 4  |
| 2012–13                  | KRIF Hockey               | Div. 1                   | 40  | 17 | 22 | 39  | 6  | 5  | 3  | 1  | 4  | 2  |
| 2013–14                  | KRIF Hockey               | Div. 1                   | 43  | 27 | 21 | 48  | 8  | 13 | 4  | 6  | 10 | 2  |
| 2014–15                  | AIK                       | HA                       | 50  | 14 | 12 | 26  | 12 | 10 | 7  | 2  | 9  | 4  |
| 2015–16                  | AIK                       | HA                       | 50  | 11 | 19 | 30  | 8  | 10 | 2  | 2  | 4  | 6  |
| 2016–17                  | AIK                       | HA                       | 47  | 12 | 19 | 31  | 10 | 8  | 3  | 7  | 10 | 0  |
| 2017–18                  | Linköping HC              | SHL                      | 46  | 8  | 4  | 12  | 6  | 7  | 0  | 1  | 1  | 0  |
| 2018–19                  | Linköping HC              | SHL                      | 47  | 2  | 2  | 4   | 2  | —  | —  | —  | —  | —  |
| 2019–20                  | Leksands IF               | SHL                      | 47  | 5  | 7  | 12  | 8  | —  | —  | —  | —  | —  |
| 2020–21                  | Leksands IF               | SHL                      | 22  | 1  | 3  | 4   | 0  | —  | —  | —  | —  | —  |
| 2021–22                  | Sparta Warriors           | Eliteserien              | 28  | 6  | 19 | 25  | 4  | 12 | 1  | 4  | 5  | 2  |
| 2022–23                  | Frederikshavn White Hawks | Superisligaen            | 42  | 15 | 18 | 33  | 6  | 6  | 2  | 3  | 5  | 0  |
| 2023–24                  | Unia Oswiecim             | PHL                      | 40  | 22 | 25 | 47  | 0  | 13 | 4  | 4  | 8  | 2  |
| 2024–25                  | Unia Oswiecim             | PHL                      | 32  | 15 | 18 | 33  | 4  | 10 | 1  | 3  | 4  | 2  |
| SHL totalt               | SHL totalt                | SHL totalt               | 163 | 16 | 16 | 32  | 16 | 7  | 0  | 1  | 1  | 0  |
| Hockeyallsvenskan totalt | Hockeyallsvenskan totalt  | Hockeyallsvenskan totalt | 148 | 37 | 50 | 87  | 30 | 28 | 12 | 11 | 23 | 10 |
| Hockeyettan totalt       | Hockeyettan totalt        | Hockeyettan totalt       | 124 | 56 | 61 | 117 | 16 | 33 | 11 | 14 | 25 | 8  |